# Månens bagside
Månens bagside er den halvdel af Månen, som vender væk fra Jorden, mens den anden halvdel betegnes som Månens forside. Da Månen har bunden rotation, vender den altid næsten samme side mod Jorden, hvorfor en stor del af den aldrig kan observeres fra Jorden.
Den ene halvdel af Månen kan på et givet tidspunkt ses fra Jorden, men på grund af libration under Månens kredsløb, er det muligt ved observation på forskellige tidspunkter at se omkring 59% af Månens overflade. De områder, som herved kommer til syne ved Månens rand, ses dog på grund af dennes krumning i perspektivisk forkortning og fra siden, således at mange detaljer er skjult.
I selenografisk forstand er Månens bagside den del af Månen, som i det selenografiske koordinatsystem ligger over 90° østlig eller vestlig længde.
Månens bagside må ikke forveksles med Månens "mørke side" (som er den halvkugle, der ikke er belyst af Solen), eftersom disse to kun er sammenfaldende ved fuldmåne. Både for- og bagside modtager (i gennemsnit) næsten lige meget lys fra Solen. For at undgå forveksling kan den del af Månen der i et givet øjeblik ikke er belyst af direkte sollys, kaldes Månens natside.
Den hidtil usete del af Månens bagside blev fotograferet første gang af den sovjetiske Luna 3 sonde i 1959, hvis (omend noget uskarpe) radiotransmitterede billeder viste 70 procent af bagsidens overflade. Siden er den blevet kortlagt og undersøgt nærmere af adskillige sonder, som har været i kredsløb om Månen eller passeret den. De første mennesker, som observerede den direkte, var besætningen på Apollo 8-månemissionen, som fløj rundt om Månen i 1968.
Bagsiden har vist sig at være meget anderledes end forsiden, hvilket tydeligt ses ved betragtning af et topografisk kort over de to sider. Den har et meget bakket og ujævnt terræn med mange nedslagskratere, deriblandt det størst kendte i solsystemet: Sydpol-Aitken bassinet. Derimod er der kun få af de månemaria, som er udbredte på forsiden, og bagsiden har derfor i gennemsnit en noget højere albedo end forsiden.
Månens bagside er afskærmet fra radiobølger og lys fra Jorden. Den har derfor været foreslået som en mulig placering for et stort radioteleskop og andre instrumenter, der på grund af afskærmningen og den manglende atmosfære ville kunne indhente meget forbedrede data om universet.

## Selenografiske forhold
De to månehalvdele udviser afgørende forskelle. Bagsiden består nemlig for over 90 procents vedkommende af lyse højlande. Hvor forsiden er dækket af mange og store maria (Latin for 'have', eftersom tidlige astronomer fejlagtigt antog disse områder for oceaner), har bagsiden en medtaget, tæt kraterbesat overflade med kun to maria: Mare Moscoviense og Mare Australe, som ved ekstrem libration lige netop kan skelnes fra Jorden. Kun 2,5% af dens overflade er dækket af maria sammenlignet med 31,2% på forsiden, hvor mareområderne opstod for ca. 4 milliarder år siden under det såkaldte sene store bombardement af Månen.
Den mest sandsynlige forklaring på forskellen i maredækningen ligger i en højere koncentration af varmeproducerende grundstoffer på forsiden, som det er blevet påvist ved geokemiske kort, udarbejdet på grundlag af data fra Lunar Prospectors gammastråle-spektrometer. Andre faktorer som overfladens højde og tykkelsen af Månens skorpe, som på forsiden er 60 km tyk imod 68 km på bagsiden , er af betydning, men forklarer ikke hvorfor Sydpol-Aitken bassinet, som er det dybeste sted på Månen, og hvor dens skorpe derfor er tynd, ikke var så vulkansk aktivt som Oceanus Procellarum på Månens forside.
Bagsiden er gennemsnitligt en del lysere end forsiden (dvs. har højere albedo). Manglen på maria og meget store nedslagskratere menes ligeledes at være forklaringen på, at der også er færre månebjerge og riller. Den maksimale højdeforskel mellem det dybeste sted og det højeste sted (som er det centrale højland mellem kraterne Koroljov og Hertzsprung samt nogle toppe med evigt lys nær Månens sydpol) udgør ca. 16 km – hvilket er nogle kilometer mere end på forsiden (men også noget mindre end de ca. 20 km som gælder for Jordens overflade).
Påfaldende er også det meget mørke kæmpekrater Tsiolkovskij (på forsiden er Grimaldikrateret det mørkeste krater) og det nærliggende krater Jules Verne.
De to halvkugler er så forskellige, at det geometriske centrum for Månen og dens tyngdecentrum ligger 1,8 kilometer fra hinanden (1 promille af Månens radius), så der er en asymmetri i Månens indre opbygning og skorpe.
Månens bagside adskiller sig også i henseende til tyngdekraftsvariationer. Bortset fra en mascon (masse- eller tyngdeanomali som følge af store meteornedslag) under Mare Orientale ligger de positive variationer i vid udstrækning i dens højland, mens de på forsiden overvejende er knyttet til mareområderne, jf. illustrationen til højre.

## Udforskning
Indtil sidst i 1950'erne var meget lidt kendt om forholdene på Månens bagside. Librationer gav periodiske glimt af de områder, som lå på bagsiden nær Månens rand. Disse områder blev imidlertid set under meget lille vinkel, hvilket forhindrede nyttig observation. Det var endog vanskeligt at skelne mellem et krater og en bjergkæde. De resterende 82% af bagsidens overflade var helt ukendt og genstand for mange overvejelser.
Mare Orientale er et eksempel på en overfladeformation, som kan ses under gunstig libration. Det er et fremtrædende nedslagsbassin, som dækker næsten 1.000 km. Alligevel blev dette ikke engang nævnt før 1906, hvor det omtaltes af Julius Franz i Der Mond. Bassinets sande natur blev opdaget i 1960'erne, da korrigerede billeder blev projekteret på en globus. Mare Orientale blev fotograferet i gode detaljer af Lunar Orbiter 4 i 1967.
Den 7. oktober 1959 tog den sovjetiske månesonde Luna 3 de første fotografier af Månens bagside, hvoraf atten gav tilstrækkelig opløsning og dækkede en tredjedel af den overflade, som var usynlig fra Jorden. Efter analyse af billederne udgav det Sovjetiske Videnskabsakademi det første atlas over Månens bagside den 6. november 1960, omfattende et katalog over 500 fremtrædende landskabstræk. Et år senere udkom den første globus i USSR (i skala 1:13 600 000 ) med overfladetræk, som er usynlige fra Jorden, og baseret på billederne fra Luna 3. Den 20. juli 1965 transmitterede en anden sovjetisk sonde, Zond 3, 25 billeder af Månens bagside i meget god kvalitet  og meget bedre opløsning end billederne fra Luna 3. Specielt viste de kraterkæder af en længde på mange hundrede kilometer. I 1967 udkom anden del af "Atlas over Månens bagside" i Moskva, baseret på data fra Zond 3, hvor kataloget nu omfattede 4.000 nyopdagede formationer på bagsidens overflade. Samme år udkom i USSR det første "fuldstændige kort over Månen" (skala 1:5 000 000 ) og en opdateret, komplet globus (skala 1:10 000 000 ), visende 95 procent af måneoverfladen.
Da så mange fremtrædende overfladetræk blev opdaget af de sovjetiske månesonder, blev de navngivet af sovjetiske videnskabsmænd. Det gav anledning til nogen kontrovers, og den Internationale Astronomiske Union overtog senere navngivningen, men lod mange af disse navne ligge fast.
Besætningen på Apollo 8-missionen i 1968 var de første mennesker, som så Månens bagside direkte. Astronaut William Anders beskrev synet således:
| Citat | Bagsiden ligner en sandbunke, som mine børn har leget i et stykke tid. Den er gennembanket, uden skarp afgrænsning, bare en masse buler og huller. | Citat |
|       | |       |

Foruden af besætningen på Apollo 8 er bagsiden siden set af alle deltagerne i missionerne Apollo 10 til og med Apollo 17, og den er fotograferet af adskillige månesonder. Derimod er ingen sonder landet på dens overflade.
Rumskibe, som passerer bag Månen, er ude af direkte radiokontakt med Jorden, så kommunikation med dem må afvente, at deres kredsløb igen gør det muligt. Under Apollo-programmet blev servicemodulets hovedmotor affyret, mens fartøjerne var bag Månen, hvilket har givet anledning til nogle spændte øjeblikke i kontrolcentret, indtil de viste sig igen.

## Potentielle muligheder
Eftersom bagsiden af Månen er afskærmet fra radiotransmissioner fra Jorden, anses den for at være et godt sted at placere radioteleskoper. Små, skålformede kratere udgør en naturlig pendant til Arecibo i Puerto Rico. Teleskoper i langt større skala kunne placeres i det store Daedaluskrater, som er 100 km i diameter og beliggende nær bagsidens centrum, og hvis 3 km høje rand ville hjælpe til at blokere generende støj fra kredsende satellitter. En anden potentiel kandidat til placering af et radioteleskop er Sahakrateret.
Før opsætning af eventuelle radioteleskoper på Månens bagside, må flere problemer dog løses. Det fine månestøv kan forurene udstyr, køretøjer og rumdragter. De ledende materialer, som skal bruges til antennerne, må omhyggeligt beskyttes mod virkningerne fra soludbrud, og endelig må området omkring dem beskyttes mod støj fra andre radiokilder.
Lagrange-punkt L2 i Jord-Måne-systemet ligger omkring 62.800 km over Månens bagside. Dette punkt har også været foreslået brugt til at placere et fremtidigt radioteleskop, som da skulle foretaget et Lissajous-kredsløb om Lagrangepunktet.
En af de missioner til Månen, som NASA har under overvejelse indebærer en returrejse, hvor en sonde sendes til Sydpol-Aitken bassinet, som efter et meget stort nedslag er næsten 2.400 km i tværsnit, for at opsamle prøver og returnere dem til Jorden. Nedslagets kraft har skabt en dyb indtrængning i måneoverfladen, og en prøve herfra kunne give information om Månens indre.
Jorden afskærmer delvis Månens forside fra solvinden, hvorfor Månens bagsides maria forventes at have den højeste koncentration af Helium-3 på Månens overflade. Denne isotop er forholdsvis sjælden på Jorden, men kan bruges som brændstof i fusionsreaktorer. Fortalere for etablering af månebaser har fremført dette stofs tilstedeværelse som en af begrundelserne for deres ønske.

## Fiktion om Månens bagside
- Novellen Space handler om en tænkt Apollo 18-mission til Månens bagside. Novellen var grundlag for en Tv-serie af samme navn i 1985.
- Tv programmet Space: 1999 startede med, at en eksplosion i et atomaffaldsdepot på Månens bagside sendte Månen ud af kredsløbet om Jorden og ud i verdensrummet.
- "Ideas Die Hard" (1957), var en novelle af Isaac Asimov, som beskrev en uheldsvanger tur til Månens mørke side. Den fremkom først i magasinet Galaxy og blev senere genoptrykt i The Winds of Change and Other Stories, ISBN 0-586-05743-9.
- I animeshowet Grendizer, har det galaktiske imperium Vega bygget en base på Månens bagside, hvorfra de angriber Jorden.
- I et andet animeshow, Tekkaman Blade, styrter Radam-moderskibet ned på Månens bagside efter at være blevet stærkt beskadiget, og mens det er under reparation, tjener det som operationsbase for de invaderende Radam-styrker.
- Progressiv rock-gruppen Pink Floyd har udgivet et særdeles kendt album med titlen Dark Side of the Moon ("Månens mørke side").
- Titlen på den fransk-canadiske film La Face cachée de la lune betyder Månens bagside.
- Månens bagside optræder også på fremtrædende plads i skriverierne fra Francis E. Dec, en amerikansk konspirationsteoretiker, som sandsynligvis led af skizofreni. I Decs syn på verden var den såkaldte "mørke side af Månen" hjemsted for, hvad han kaldte "hjernebank-byer", som han hævdede spillede en samlende rolle for at kontrollere og trælbinde hele menneskeheden.
- I Iron Sky fra 2012, der er en finsk-tysk-australsk science fiction-komediefilm, flygtede nogle nazister efter anden verdenskrig til Månens bagside for at bygge en månebase.